# 門田英郎
門田 英郎（もんでん ひでお、1930年1月8日 - 2009年7月1日）は日本の行政管理・総務官僚。行政管理庁行政管理局長、総務庁長官官房長、総務事務次官などを歴任。

## 来歴
広島県出身。京都大学経済学部卒業。1953年 行政管理庁に入庁。統計基準部に配属。1973年 行政管理局管理官。1977年 長官官房秘書課長。1978年 長官官房審議官（行政管理局担当）。1983年4月 行政管理局長。1984年7月 総務庁長官官房長。1985年5月 総務事務次官。1986年10月 財団法人国際開発センター理事。